# 单维模
单维模（？—？），清朝嘉庆二十四年已卯恩科举人，顺天府宝坻县人，沧州学正，道光十六年选授南皮县教谕，勅授修职郎，锦州府府学教授，国子监博士掌教凌川书院，截取知县。

## 家族
曾祖：单祖熏，候选州同
祖父：单师夔，考职州同
父亲：单濯，州吏目
母亲：
- 曹氏，胞弟：单维楷，字式斋，号砚农[4]，清朝湖北试用知县，防御太平天国西征中阵亡于武昌武胜门，追封云骑尉。
- 王氏
- 王氏